# Paul Hilbig
Paul Josef Hilbig (* 17. Juli 1901 in Königszelt (Schlesien); † 11. März 1981 in Berlin) war ein deutscher Markscheider, Professor und Rektor an der Technischen Universität Berlin.

## Leben

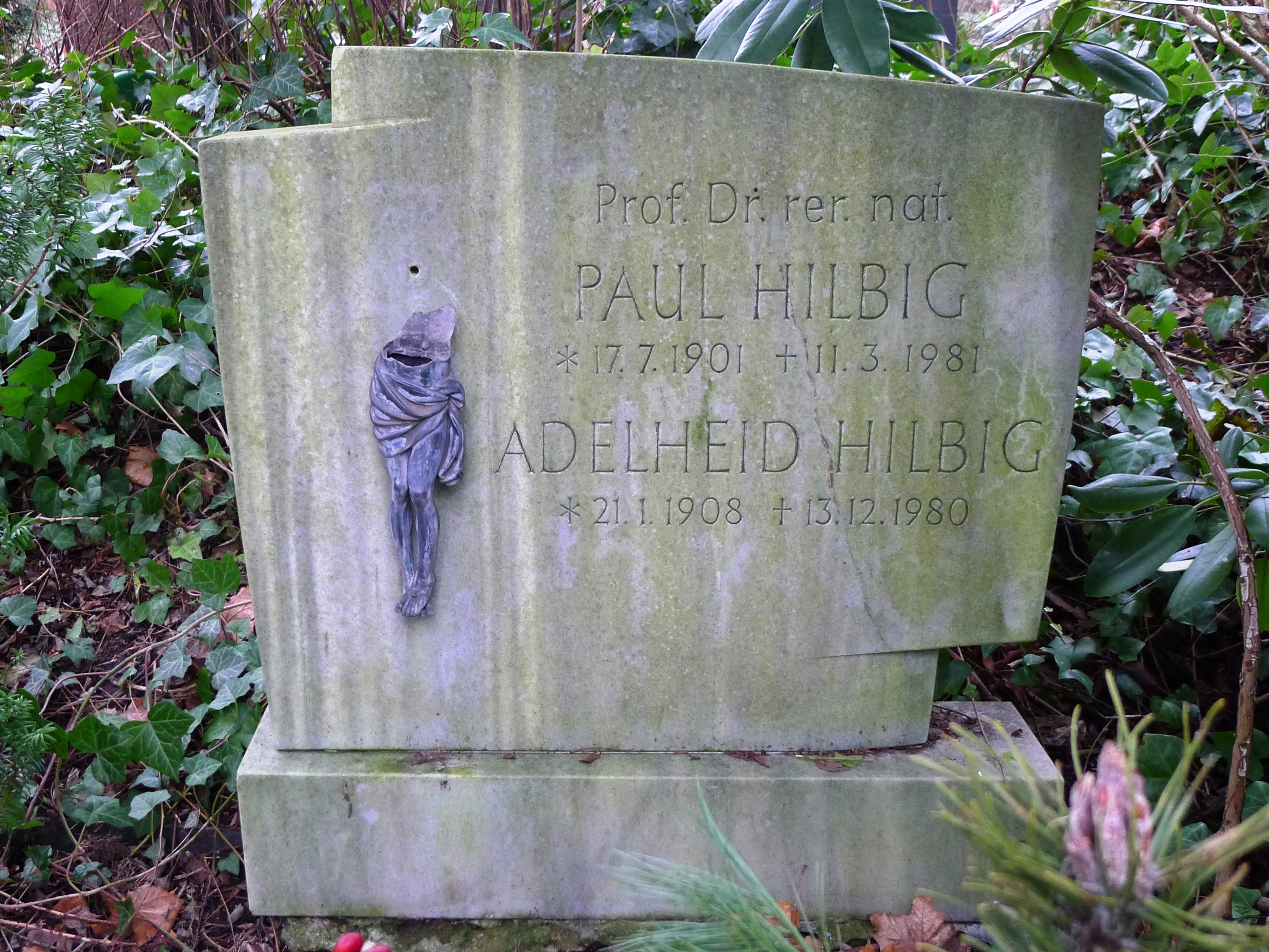
Grab Hilbigs auf dem Friedhof Schmargendorf

Hilbig studierte an den Universitäten in Breslau und Berlin und promovierte 1953 an der Technischen Hochschule Aachen mit einer Arbeit zum Thema Über Bodenbewegungen und gebirgsmechanische Vorgänge im Kali- und Steinsalz-Bergbau zum Dr. rer. nat. Seit dem Studium war er Mitglied der katholischen Studentenverbindung KStV Burgundia Berlin im KV.
Hilbig war Ordinarius für Markscheidewesen, Bergschadenkunde und Angewandte Geophysik am gleichnamigen Institut der Fakultät VII der Technischen Universität Berlin, das er als Institutsdirektor bis zu seiner Emeritierung 1969 leitete. Von 1963 bis 1965 war er Rektor der TU Berlin.
Er war verheiratet mit Adelheid Hilbig (1908–1980). Er starb rund vier Monate nach seiner Frau im Jahr 1981 mit einem Alter von 79 Jahren. Das Grab des Ehepaars befindet sich auf dem Friedhof Schmargendorf.

## Schriften (Auswahl)
- mit Oskar Niemczyk und Otto Haibach: Bergmännisches Vermessungswesen. 3 Bände. Akademie Verlag, Berlin 1951, 1956, 1963.
- Über Bodenbewegungen und gebirgsmechanische Vorgänge im Kali- und Steinsalz-Bergbau. Diss., TH Aachen, 22. Januar 1953
- Neuere Untersuchungen über bergbauliche Senkungen. In: Die Bergbauwissenschaften. [Jg.] 2, Hübener Verlag K.G., Goslar, 1955
- mit Helmut Kratzsch und Hartmut Hoffmann: Die messtechnische Überwachung eines absatzweise gefrorenen Schachtes. Westdeutscher Verlag, Opladen 1971: ISBN 978-3-531-02174-4

## Ehrungen
- 1971: Großes Bundesverdienstkreuz[2]
- Ehrenmitgliedschaft der TU Berlin